# Impressionismus (Film)
Der impressionistische Film ist ein ästhetisches Konzept in der Filmkunst, das vor allem mit französischen Filmen der 1920er-Jahre in Verbindung gebracht wird. Regisseure wie Germaine Dulac, Louis Delluc, Jean Epstein, Abel Gance, Marcel L’Herbier und Dimitri Kirsanoff bezogen sich in diesen Werken auf die impressionistische Malerei des 19. Jahrhunderts und auf die Musik des Impressionismus. Der Begriff wurde durch Filmhistoriker wie Henri Langlois und Georges Sadoul etabliert.

## Ziele
Die Regisseure versuchten in Anlehnung an die impressionistischen Vorbilder, sich in ihren Werken von kausaler Erzähllogik und herkömmlichen Darstellungsformen von Wirklichkeit zu lösen. Stattdessen inszenierten sie ihre Sujets als vielschichtige Fülle von einzelnen Eindrücken. Das Kino als Repräsentationsmechanismus einer objektiv beschreibbaren Welt trat in den Hintergrund, der Film wurde zum eigenständigen Ausdruck von subjektiven Seelenzuständen jenseits der physischen Realität der Dinge. Der impressionistische Film ebnete so den Weg zur Abstraktion des Cinéma Pur. 

## Methode
Bevorzugt eingesetzte Formen und Gegenstände des impressionistischen Films fanden sich wie bei den malerischen Vorbildern in freier Natur: Nebelschwaden und Wolkengebilde, das Spiel von Regentropfen und Wasseroberflächen, Lichtreflexionen und Schattenbilder. Diese Naturästhetik wurde durch die Mittel des Films dynamisiert. Schnelle Montagen und abrupter Einstellungswechsel, Einsatz von Zeitraffer, Weichzeichner, Doppelbelichtung, bewusst eingesetzter Unschärfe und eine extrem mobile Kameraführung waren die bevorzugten Stilmittel. Regisseure wie Alberto Cavalcanti (Rien que les heures, 1926) und Abel Gance (Das Rad, 1923) übertrugen diesen dynamischen Ausdruck auch auf die Erfahrungswelt des modernen urbanen Lebens und inszenierten Großstadtrealitäten wie etwa den Eisenbahnverkehr als verwirrenden, schnellen Wechsel einzelner Sinneseindrücke. Dramaturgische Mittel wie eine nichtlineare Erzählweise und Einschub von akausalen, eher assoziativ wirkenden Erinnerungsbruchstücken bewirkten zudem eine Darstellung von Protagonisten, die zumeist psychisch instabil und übersensibel wirkten.